# Поју (Алба)
Поју (рум. Poiu) насеље је у Румунији у округу Алба у општини Бистра. Oпштина се налази на надморској висини од 639 m.

## Становништво
Према подацима из 2002. године у насељу је живело 25 становника, од којих су сви румунске националности.